# Manlio Fabio Altamirano
Manlio Fabio Altamirano là một đô thị thuộc bang Veracruz, México. Năm 2005, dân số của đô thị này là 20374 người.